# Kurt Schönberg
Kurt Christian Heinrich Schönberg (* 4. Dezember 1877 in Frankfurt am Main; † 3. Dezember 1948 in Burg auf Fehmarn) war ein preußischer Verwaltungsjurist und deutschnationaler Landrat in der Provinz Schleswig-Holstein.

## Leben
Schönberg studierte Rechtswissenschaften in Tübingen. Er war von 1897 bis zu seinem Austritt 1926 Mitglied der Studentenverbindung AV Igel Tübingen. Schönberg übernahm 1912 kommissarisch das Amt des Landrates im Kreis Sonderburg und amtierte als Landrat bis 1919/20. 1920 wurde der Kreis aufgelöst und das Kreisgebiet musste auf Grund des Resultats der im Friedensvertrag von Versailles festgelegten Volksabstimmung in Schleswig an Dänemark abgetreten werden. Gleichzeitig wechselte Schönberg 1920 als Landrat in den Kreis Herzogtum Lauenburg. 1927 drohte ihm wegen Verweigerung der Wahlen zum Schleswig-Holsteinischen Provinziallandtag die Amtsenthebung und er musste eine Geldstrafe bezahlen. Nach weiteren Verfehlungen und heftigen juristischen Auseinandersetzungen wurde Schönberg in den einstweiligen Ruhestand und 1931 in den endgültigen Ruhestand versetzt.
Als Landrat in Lauenburg leitete Schönberg den Landeskommunalverband Kreis Herzogtum Lauenburg und gründete mit Mitteln des Landeskommunalverbandes 1924 die Lauenburgische Landeskraftwerke AG (LAULA). Nach seiner Versetzung in den einstweiligen Ruhestand wirkte er als Vorstandsmitglied und später als Aufsichtsrat für die LAULA. 1934 zog er nach Westerland, wo sich seine Spur verliert.